# Заплутана історія (франшиза)
«Заплутана історія» (англ. Tangled) — медіафраншиза, що належить «The Walt Disney Company», яка розпочалася з однойменного американського анімаційного фільму 2010 року, знятого Натаном Ґрено та Байроном Говардом за сценарієм Дена Фоґельмана. Спродюсований Роєм Конлі, фільм включав пісні Алана Менкена та Ґленна Слейтера, а Ґлен Кіна, Джон Лассетер та Еймі Скрібнер виступили його виконавчими продюсерами. Фільм був заснований на німецькій казці «Рапунцель» зі збірки 1812 року «Казки братів Ґрімм».
Франшиза складається з художнього фільму, відеогри, короткометражного сиквела, мюзиклу та телесеріалу, а також телефільму.

## Короткометражний фільм

### Заплутана історія назавжди
На початку 2012 року «Disney» випустила у кінотеатрах короткометражний сиквел під назвою «Заплутана історія назавжди» (англ. Tangled Ever After). Сюжет розгортається навколо дня весілля Рапунцель та Людвига, а також того, як Паскаль і Максимус втрачають обручки і повертають їх назад.

## Мюзикл
Прем'єра сценічної музичної адаптації фільму відбулася на борту «Disney Magic» круїзної лінії «Disney Cruise Line» 11 листопада 2015 року, в ній прозвучали три нові пісні Менкена та Слейтера. Шоу триває одну годину, на сорок хвилин коротше за фільм. Під час фестивалю прозвучать нові пісні «Flower of Gold» (про квітку), «Wanted Man» (передісторія Людвига) та «When She Returns».